# 安东·哈克尔
安东·“托尼”·哈克尔（Anton "Toni" Hackl，1915年3月25日—1984年7月10日）是第二次世界大战期间德国空军的一名军事飞行员，曾在1,000多次战斗任务中击落了192架敌机。